# Baron (Oise)
Pour les articles homonymes, voir Baron.
Baron est une commune française située dans le département de l'Oise en région Hauts-de-France.

## Géographie

### Description

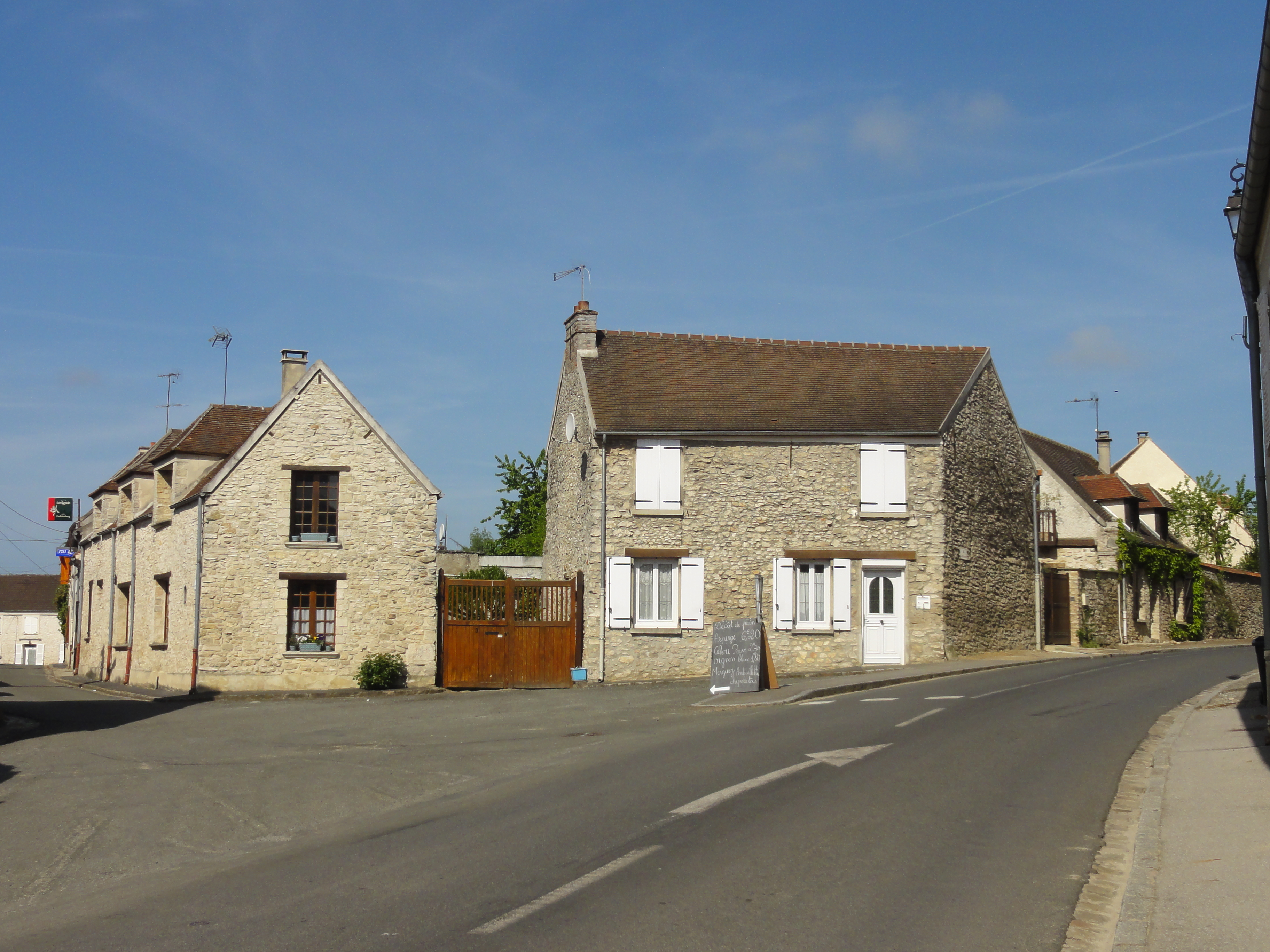
Ambiance de la commune : carrefour de la rue Saint-Christophe et de la rue de la porte de l'Échelette.

Baron est un village picard  situé entre Senlis et Nanteuil-le-Haudouin, à 45 km au nord-est de Paris et à 50 kmau sud-ouest de Soissons, au croisement des routes départementales 330 et 100, qui sont assez fréquentées et posent des problèmes de sécurité routière,.
Le Chemin de grande randonnée GR 11 passe par la chaussée des Marais, au sud du village.
La LGV Nord traverse l'est de la commune.

### Communes limitrophes
| Montépilloy Borest |                          | Fresnoy-le-Luat |
| Fontaine-Chaalis   | Baron                    | Rosières        |
| Montlognon         | Montagny-Sainte-Félicité | Versigny        |

### Hydrographie

#### Réseau hydrographique
La commune est située dans le bassin Seine-Normandie. Elle est drainée par la Nonette, le fossé 01 de la commune de Braon et le ruisseau de Coulery,,.
La Nonette, d'une longueur de 40 km, prend sa source dans la commune de Nanteuil-le-Haudouin et se jette  dans l'Oise en rive gauche à Saint-Leu-d'Esserent, après avoir traversé 14 communes.
Le long de la Nonette se trouvent des zones humides et une cressonnière.

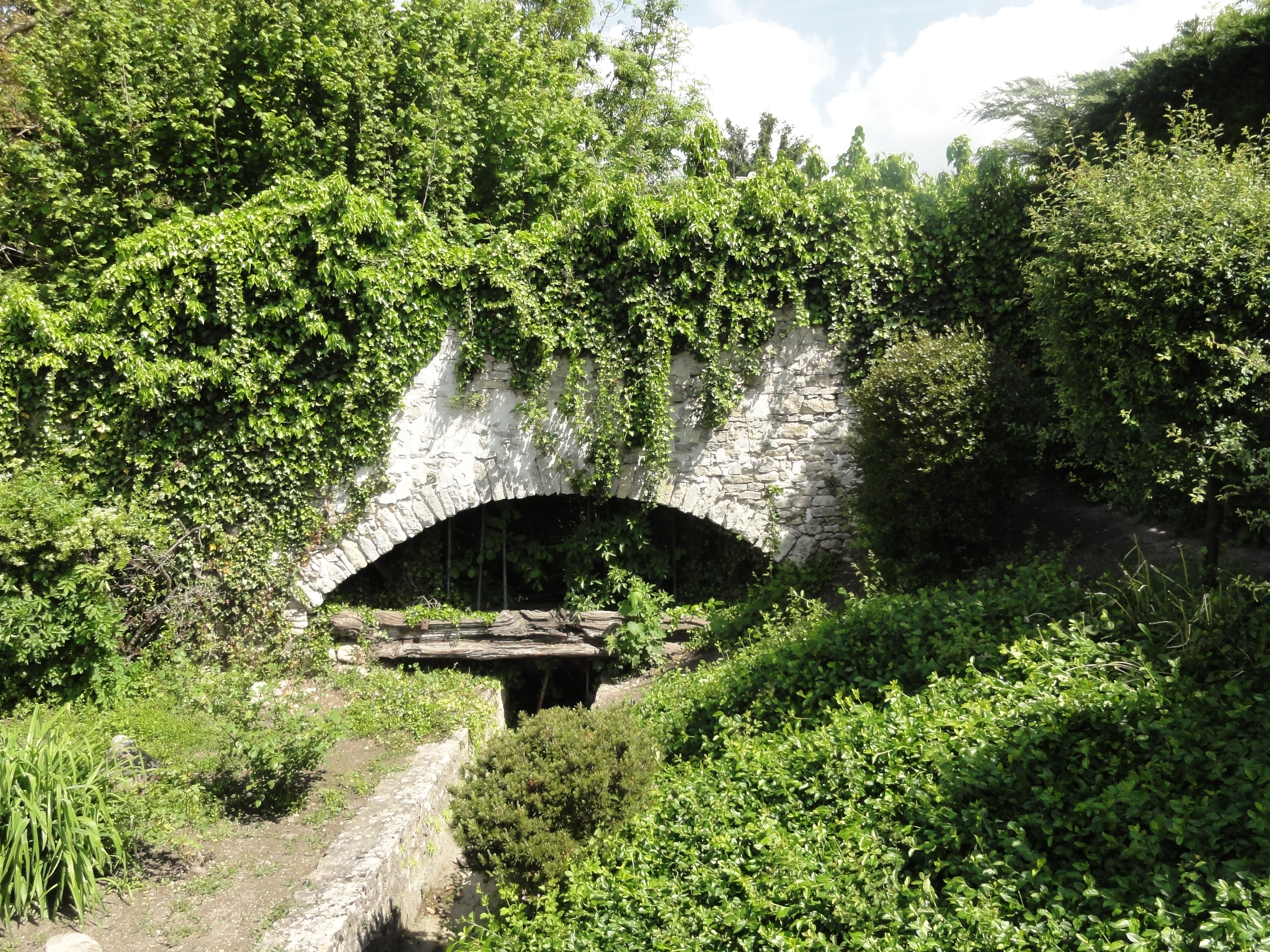
Pont du ruisseau, rue des Fontaines.
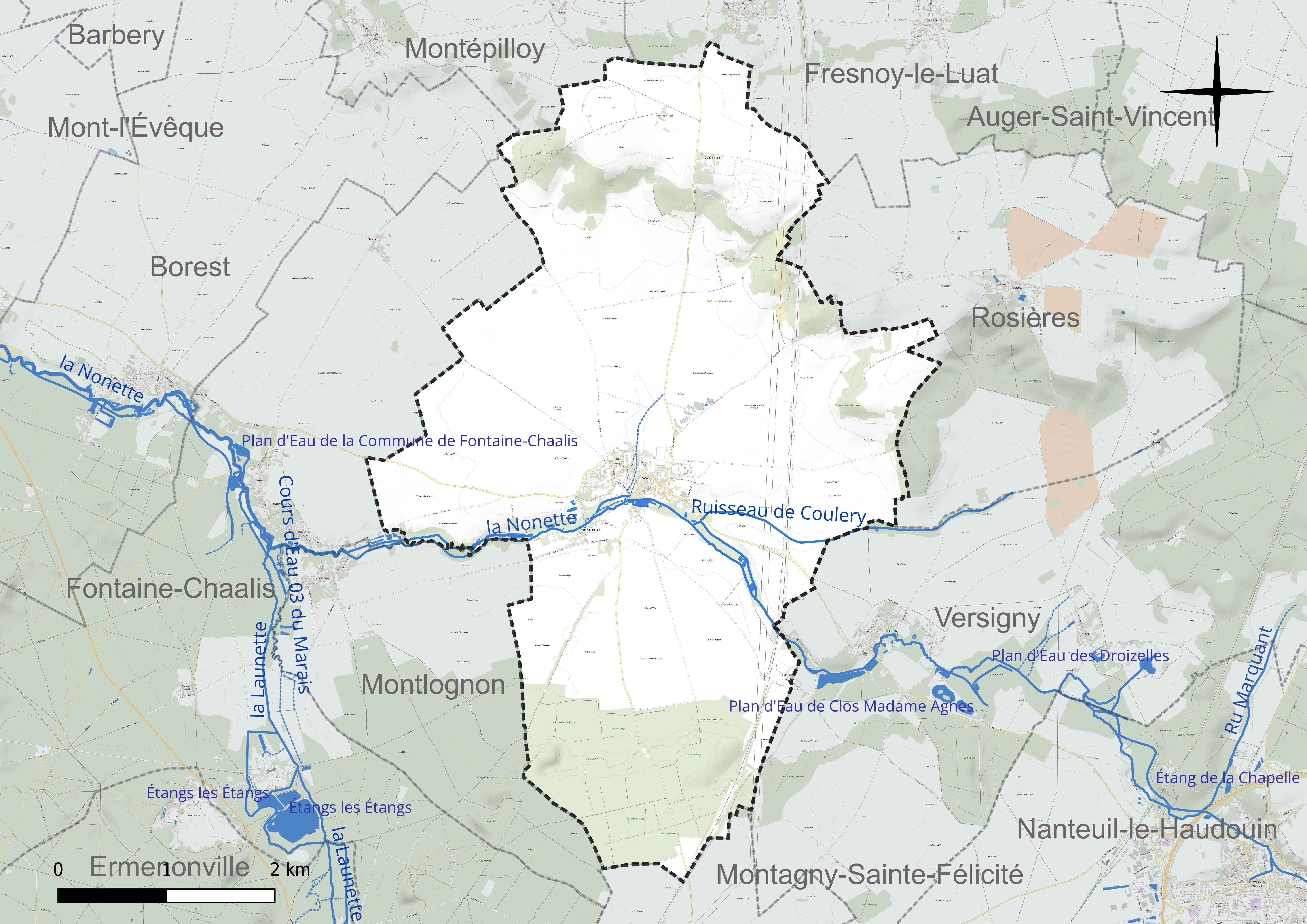
Réseau hydrographique de Baron.

#### Gestion et qualité des eaux
Le territoire communal est couvert par le schéma d'aménagement et de gestion des eaux (SAGE) « Sensée ». Ce document de planification concerne un territoire de 413 km2 de superficie, délimité par le bassin versant de la Nonette et de ses deux principaux affluents, la Launette et l'Aunette. Le périmètre a été arrêté le 3 avril 1998 et le SAGE proprement dit a été approuvé le 28 juin 2006, puis révisé le 15 décembre 2015. La structure porteuse de l'élaboration et de la mise en œuvre est le syndicat Interdépartemental du SAGE de la Nonette.
La qualité des cours d'eau peut être consultée sur un site dédié géré par les agences de l'eau et l'Agence française pour la biodiversité.

### Climat
Pour des articles plus généraux, voir Climat des Hauts-de-France et Climat de l'Oise.
En 2010, le climat de la commune est de type climat océanique dégradé des plaines du Centre et du Nord, selon une étude du CNRS s'appuyant sur une série de données couvrant la période 1971-2000. En 2020, Météo-France publie une typologie des climats de la France métropolitaine dans laquelle la commune est exposée à un climat océanique altéré et est dans la région climatique  Nord-est du bassin Parisien, caractérisée par un ensoleillement médiocre, une pluviométrie moyenne régulièrement répartie au cours de l'année et un hiver froid (3 °C).
Pour la période 1971-2000, la température annuelle moyenne est de 10,9 °C, avec une amplitude thermique annuelle de 15,1 °C. Le cumul annuel moyen de précipitations est de 710 mm, avec 10,9 jours de précipitations en janvier et 7,9 jours en juillet. Pour la période 1991-2020, la température moyenne annuelle observée sur la station météorologique la plus proche, située sur la commune du Plessis-Belleville à 9 km à vol d'oiseau, est de 11,4 °C et le cumul annuel moyen de précipitations est de 661,7 mm,. Pour l'avenir, les paramètres climatiques de la commune estimés pour 2050 selon différents scénarios d'émission de gaz à effet de serre sont consultables sur un site dédié publié par Météo-France en novembre 2022.

## Urbanisme

### Typologie
Au 1er janvier 2024, Baron est catégorisée commune rurale à habitat dispersé, selon la nouvelle grille communale de densité à sept niveaux définie par l'Insee en 2022.
Elle est située hors unité urbaine. Par ailleurs la commune fait partie de l'aire d'attraction de Paris, dont elle est une commune de la couronne,.

### Occupation des sols
L'occupation des sols de la commune, telle qu'elle ressort de la base de données européenne d'occupation biophysique des sols Corine Land Cover (CLC), est marquée par l'importance des territoires agricoles (77,3 % en 2018), en diminution par rapport à 1990 (78,7 %). La répartition détaillée en 2018 est la suivante : 
terres arables (75,9 %), forêts (19,2 %), zones urbanisées (2,6 %), prairies (1,4 %), zones industrielles ou commerciales et réseaux de communication (0,8 %). L'évolution de l'occupation des sols de la commune et de ses infrastructures peut être observée sur les différentes représentations cartographiques du territoire : la carte de Cassini (XVIIIe siècle), la carte d'état-major (1820-1866) et les cartes ou photos aériennes de l'IGN pour la période actuelle (1950 à aujourd'hui).

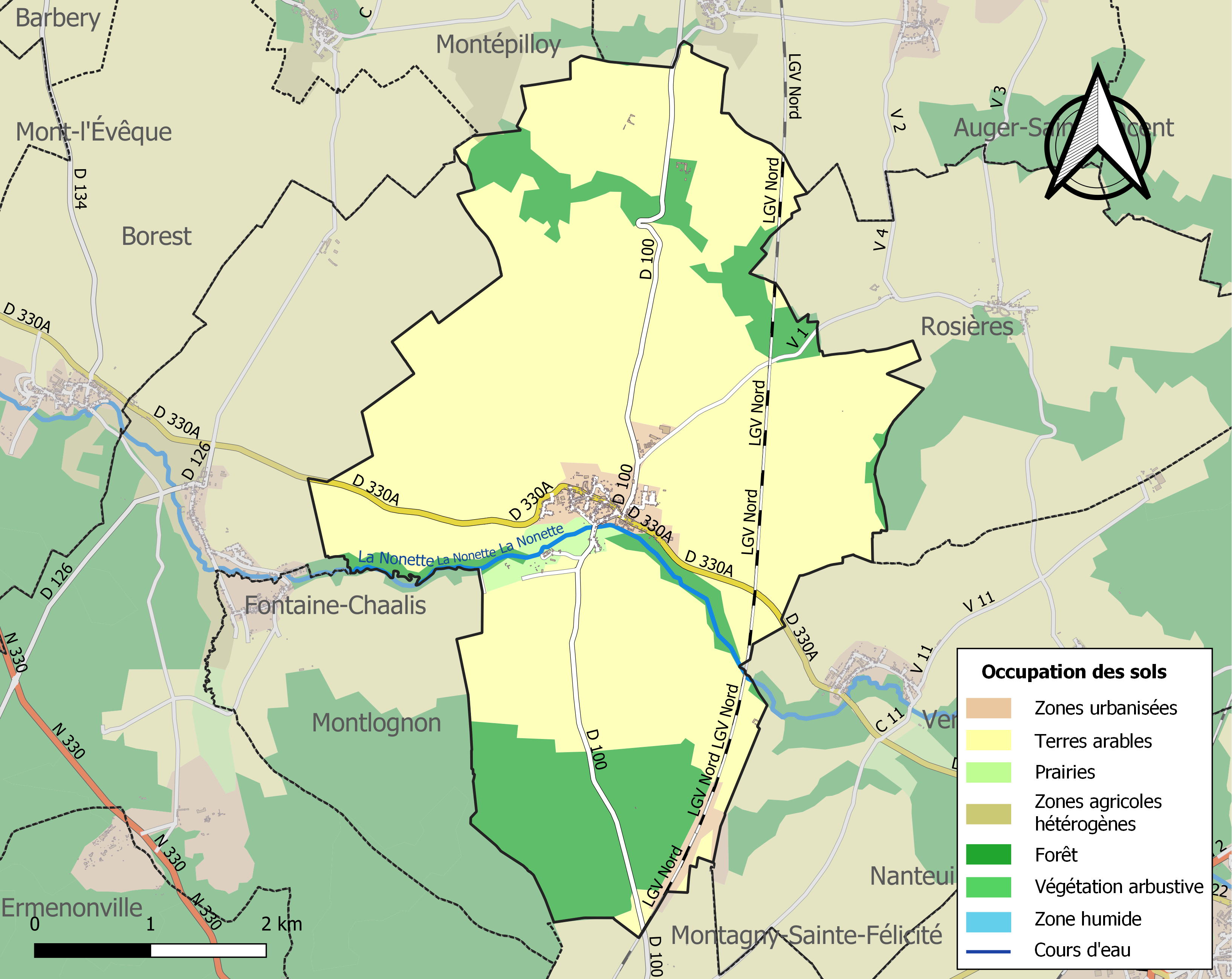
Carte des infrastructures et de l'occupation des sols de la commune en 2018 (CLC).

### Habitat et logement
En 2018, le nombre total de logements dans la commune était de 355, alors qu'il était de 341 en 2013 et de 339 en 2008.
Parmi ces logements, 88 % étaient des résidences principales, 6,8 % des résidences secondaires et 5,1 % des logements vacants. Ces logements étaient pour 89,1 % d'entre eux des maisons individuelles et pour 10,6 % des appartements.
Le tableau ci-dessous présente la typologie des logements à Baron en 2018 en comparaison avec celle de l'Oise et de la France entière. Une caractéristique marquante du parc de logements est ainsi une proportion de résidences secondaires et logements occasionnels (6,8 %) supérieure à celle du département (2,5 %) et à celle de la France entière (9,7 %). Concernant le statut d'occupation de ces logements, 76,9 % des habitants de la commune sont propriétaires de leur logement (75,2 % en 2013), contre 61,4 % pour l'Oise et 57,5 pour la France entière.
| Typologie                                               | Baron | Oise | France entière |
| ------------------------------------------------------- | ----- | ---- | -------------- |
| Résidences principales (en %)                           | 88    | 90,4 | 82,1           |
| Résidences secondaires et logements occasionnels (en %) | 6,8   | 2,5  | 9,7            |
| Logements vacants (en %)                                | 5,1   | 7,1  | 8,2            |

### Voies de communication et transports
La commune est desservie, en 2023, par les lignes 636, 6214, 6401 et 6443 du réseau interurbain de l'Oise.

## Toponymie
Le nom de la localité est attesté sous les formes Petrus de Berrone (vers 1120) ; Berron (1150) ; Beronnium (vers 1170) ; infra Berrum (1190) ; apud Berronem (1197) ; Ber (vers 1200) ; Wernes de Berron (vers 1223) ; Beron (vers 1215) ; Avelina de Berrom (1225) ; Renaud de berron (1255) ; Guiardus de berron (1256) ; de Berrone (1211) ; Henricus de platea de Berron (1228) ; Renaldo de Berone (1227) ; Berronium, Beronium (1215) ; pro alta justitia de berron (1285) ; Berone (1230) ; apud Berron (1320) ; la ville de Berron (1331) ; in villa de Berrone (1339) ; Barron villam (1322) ; Barron (1480) ; Bar sur Onnette (1530) ; Bar (XVIe) ; le Bar (XVIe) ; Bron (XVIe) ; in oppido de Barone (1654) ; Baron la montagne (1667) ; Bar-sur-Nonette (1794) ; Baron (1840).

## Politique et administration

### Rattachements administratifs et électoraux

#### Rattachements administratifs
La commune se trouve dans l'arrondissement de Senlis du département de l'Oise.
Elle faisait partie depuis 1801 du canton de Nanteuil-le-Haudouin. Dans le cadre du redécoupage cantonal de 2014 en France, cette circonscription administrative territoriale a disparu, et le canton n'est plus qu'une circonscription électorale.

#### Rattachements électoraux
Pour les élections départementales, la commune fait partie depuis 2014 d'un nouveau  canton de Nanteuil-le-Haudouin
Pour l'élection des députés, elle fait partie de la quatrième circonscription de l'Oise.

### Intercommunalité
Baron est membre de la communauté de communes du Pays de Valois, un établissement public de coopération intercommunale (EPCI) à fiscalité propre créé en 1996 et auquel la commune a transféré un certain nombre de ses compétences, dans les conditions déterminées par le code général des collectivités territoriales.

### Administration municipale
Compte tenu du nombre d'habitants dans la commune lors du dernier recensement, le conseil municipal est composé de 15 membres conformément au Code général des collectivités territoriales.

### Tendances politiques et résultats
Aux élections municipales de 2014, les 15 conseillers municipaux ont été élus dès le premier tour.

### Liste des maires
| Période                                  | Période                    | Identité           | Étiquette            | Qualité |
| ---------------------------------------- | -------------------------- | ------------------ | -------------------- | --- |
| Les données manquantes sont à compléter. |                            |                    |                      | |
| mars 2001                                | mars 2014                  | Philippe Moquet    | EXD[réf. nécessaire] | |
| mars 2014                                | En cours (au 30 août 2021) | Anne-Sophie Sicard | SE                   | Cadre de la fonction publique Vice-présidente de la CC du Pays de Valois (2014 → 2020) Réélue pour le mandat 12020-2026 |

## Équipements et services publics

### Enseignement
Les enfants de la commune sont scolarisés avec ceux de Versigny et Rosières au sein d'un regroupement pédagogiqie intercommunal (RPI) dont les écoles se trouvent à Baron et Versigny.
Ils poursuivent leurs études au collège de Nanteuil-le-Haudouin.

### Culture
La commune dispose depuis 2015 d'une bibliothèque riche de 1 200 ouvrages et qui accède au fond de la médiathèque départementale de l'Oise.

### Postes et télécommunications
Baron s'est dotée d'une agence postale communale, 6 rue de Russons.

## Population et société

### Démographie

#### Évolution démographique
L'évolution du nombre d'habitants est connue à travers les recensements de la population effectués dans la commune depuis 1793. Pour les communes de moins de 10 000 habitants, une enquête de recensement portant sur toute la population est réalisée tous les cinq ans, les populations de référence des années intermédiaires étant quant à elles estimées par interpolation ou extrapolation. Pour la commune, le premier recensement exhaustif entrant dans le cadre du nouveau dispositif a été réalisé en 2007.

En 2022, la commune comptait 740 habitants, en évolution de −3,52 % par rapport à 2016 (Oise : +0,87 %, France hors Mayotte : +2,11 %).
| 1793 | 1800 | 1806 | 1821 | 1831 | 1836 | 1841 | 1846 | 1851 |
| ---- | ---- | ---- | ---- | ---- | ---- | ---- | ---- | ---- |
| 654  | 666  | 723  | 668  | 754  | 784  | 760  | 823  | 850  |

| 1856 | 1861 | 1866 | 1872 | 1876 | 1881 | 1886 | 1891 | 1896 |
| ---- | ---- | ---- | ---- | ---- | ---- | ---- | ---- | ---- |
| 806  | 736  | 782  | 840  | 879  | 821  | 778  | 769  | 801  |

| 1901 | 1906 | 1911 | 1921 | 1926 | 1931 | 1936 | 1946 | 1954 |
| ---- | ---- | ---- | ---- | ---- | ---- | ---- | ---- | ---- |
| 754  | 786  | 672  | 635  | 669  | 690  | 679  | 653  | 641  |

| 1962 | 1968 | 1975 | 1982 | 1990 | 1999 | 2006 | 2007 | 2012 |
| ---- | ---- | ---- | ---- | ---- | ---- | ---- | ---- | ---- |
| 608  | 597  | 598  | 715  | 741  | 777  | 779  | 780  | 789  |

| 2017 | 2022 | - | - | - | - | - | - | - |
| ---- | ---- | - | - | - | - | - | - | - |
| 760  | 740  | - | - | - | - | - | - | - |

#### Pyramide des âges
La population de la commune est relativement jeune.
En 2018, le taux de personnes d'un âge inférieur à 30 ans s'élève à 32,9 %, soit en dessous de la moyenne départementale (37,3 %). À l'inverse, le taux de personnes d'âge supérieur à 60 ans est de 24,1 % la même année, alors qu'il est de 22,8 % au niveau départemental.
En 2018, la commune comptait 387 hommes pour 377 femmes, soit un taux de 50,65 % d'hommes, légèrement supérieur au taux départemental (48,89 %).
Les pyramides des âges de la commune et du département s'établissent comme suit.
| Hommes | Classe d’âge | Femmes |
| ------ | ------------ | ------ |
| 0,3    | 90 ou +      | 0,0    |
| 3,7    | 75-89 ans    | 6,5    |
| 19,4   | 60-74 ans    | 18,4   |
| 21,9   | 45-59 ans    | 23,6   |
| 20,9   | 30-44 ans    | 19,6   |
| 15,8   | 15-29 ans    | 13,5   |
| 18,0   | 0-14 ans     | 18,4   |

| Hommes | Classe d’âge | Femmes |
| ------ | ------------ | ------ |
| 0,5    | 90 ou +      | 1,4    |
| 5,5    | 75-89 ans    | 7,6    |
| 15,6   | 60-74 ans    | 16,3   |
| 20,8   | 45-59 ans    | 20     |
| 19,4   | 30-44 ans    | 19,4   |
| 17,6   | 15-29 ans    | 16,2   |
| 20,6   | 0-14 ans     | 19,1   |

## Culture locale et patrimoine

### Lieux et monuments
Baron compte deux monuments historiques sur son territoire.
- Église Saint-Pierre-et-Saint-Paul, rue des Fontaines (RD 330a) (classée monument historique par liste de 1840[31]) : 
l'église suit un plan cruciforme et se compose d'une nef de trois travées avec des bas-côtés, d'un transept largement débordant, d'un chœur de trois travées au chevet à pans coupés, et de deux bas-côtés du chœur le long de ses deux premières travées. Le clocher avec une flèche en pierre haute de 45 m date du XVe siècle et se dresse à l'emplacement de la première travée du bas-côté sud. 
L'église proprement dite a été édifiée entièrement au XVIe siècle dans le style gothique flamboyant, et présente une rare homogénéité, encore plus à l'intérieur qu'à l'extérieur. La façade principale est celle du sud, et l'élément le plus soigné est le croisillon sud qui comporte le portail. Il n'y a pas de fenêtres hautes : les murs hauts de la nef et du chœur sont nus au-dessus des grandes arcades. 
L'intérieur est très sobre : il n'y a pas un seul chapiteau, et les moulures se concentrent sur les piles ondulées et les grandes arcades, mais les lignes claires et l'harmonie des proportions créent une impression d'élégance, soulignée par les boiseries du XVIIIe siècle provenant de l'abbaye de Chaalis[32].

- Le manoir et grange dîmière de Beaulieu-le-Vieux, en écart, au nord du territoire communal, près de la RD 100 (grange classée monument historique par arrêté du 26 mars 1982 ; manoir avec sa salle à manger au rez-de-chaussée et la chambre à alcôve à l'étage au-dessus de la chapelle, cour pavée avec pédiluve pour chevaux et mur d'enceinte avec grille du XVIIIe siècle inscrits par le même arrêté[33]) : la ferme de Beaulieu-le-Vieux avec son manoir édifié au XVIe siècle et sa grange dîmière forment un ensemble isolé en pleins champs, éloignée des villages. Les bâtiments s'organisent le long de trois côtés de la cour carrée, partiellement pavée, et comportant en son centre un abreuvoir-pédiluve pour les chevaux et le bétail. La cour est délimitée par un mur d'enceinte partiellement ajouré du XVIIIe siècle, et cet ensemble ainsi que les pâtures l'entourant au nord, à l'est et au sud est compris dans une seconde enceinte dont la longueur avoisine les 800 m. Le manoir a été remanié au XVIIIe siècle et son intérieur est très restauré, si bien que le décor ne justifie pas une protection au titre des monuments historiques. Cependant, la salle à manger conserve un lambris assez sobre du XVIIe siècle, le buffet est recouvert par une dalle funéraire, l'escalier garde une rampe en fer forgé de facture simple du XVIIIe siècle, et une chambre à alcôve présente des décors en stuc exécutés par un artiste italien[33].
- Le château de Baron.

On peut également signaler : 
- Lavoirs couverts, rue des Fontaines (RD 330a) et rue aux Fouarres, accessible depuis la depuis la place Jeanne d'Arc
- Cimetière communal, où reposent des soldats britanniques tués pendant la bataille de Néry en 1914[34]
- Moulin à farine édifié dans les années 1810, qui a servi également à produire  de l'électricité[34].

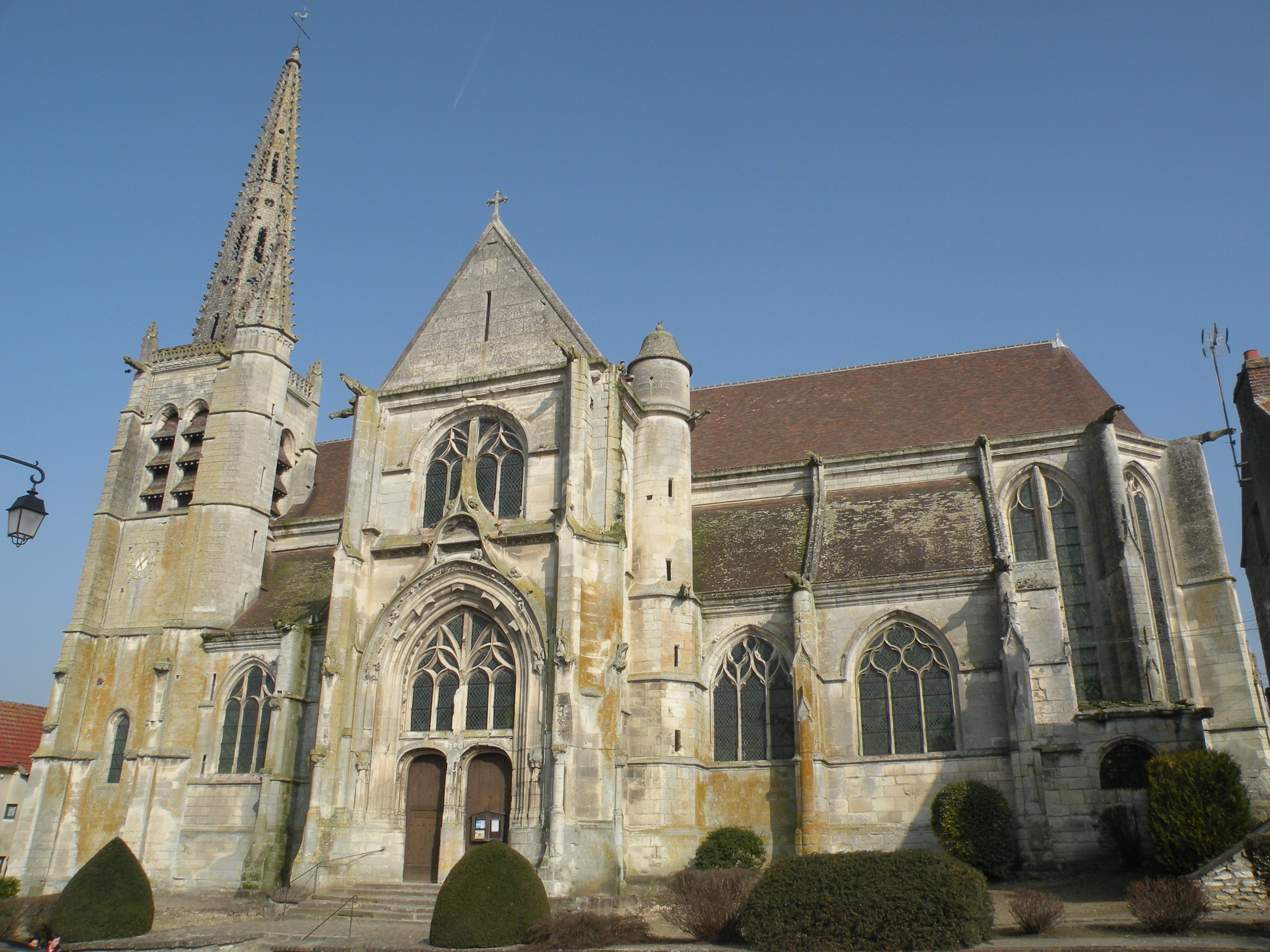
L'église Saint-Pierre-et-Saint-Paul.
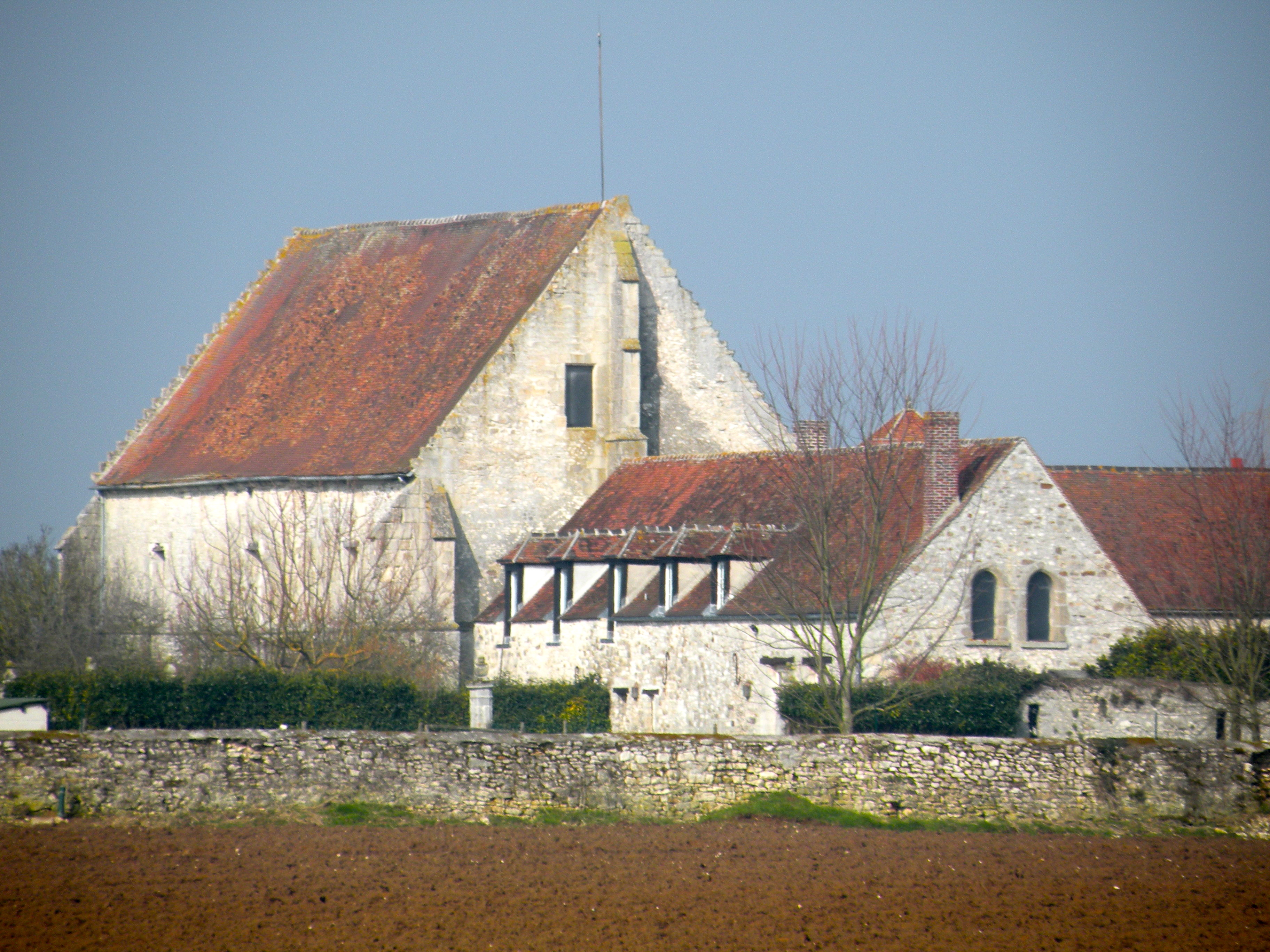
Manoir et grange dîmière.
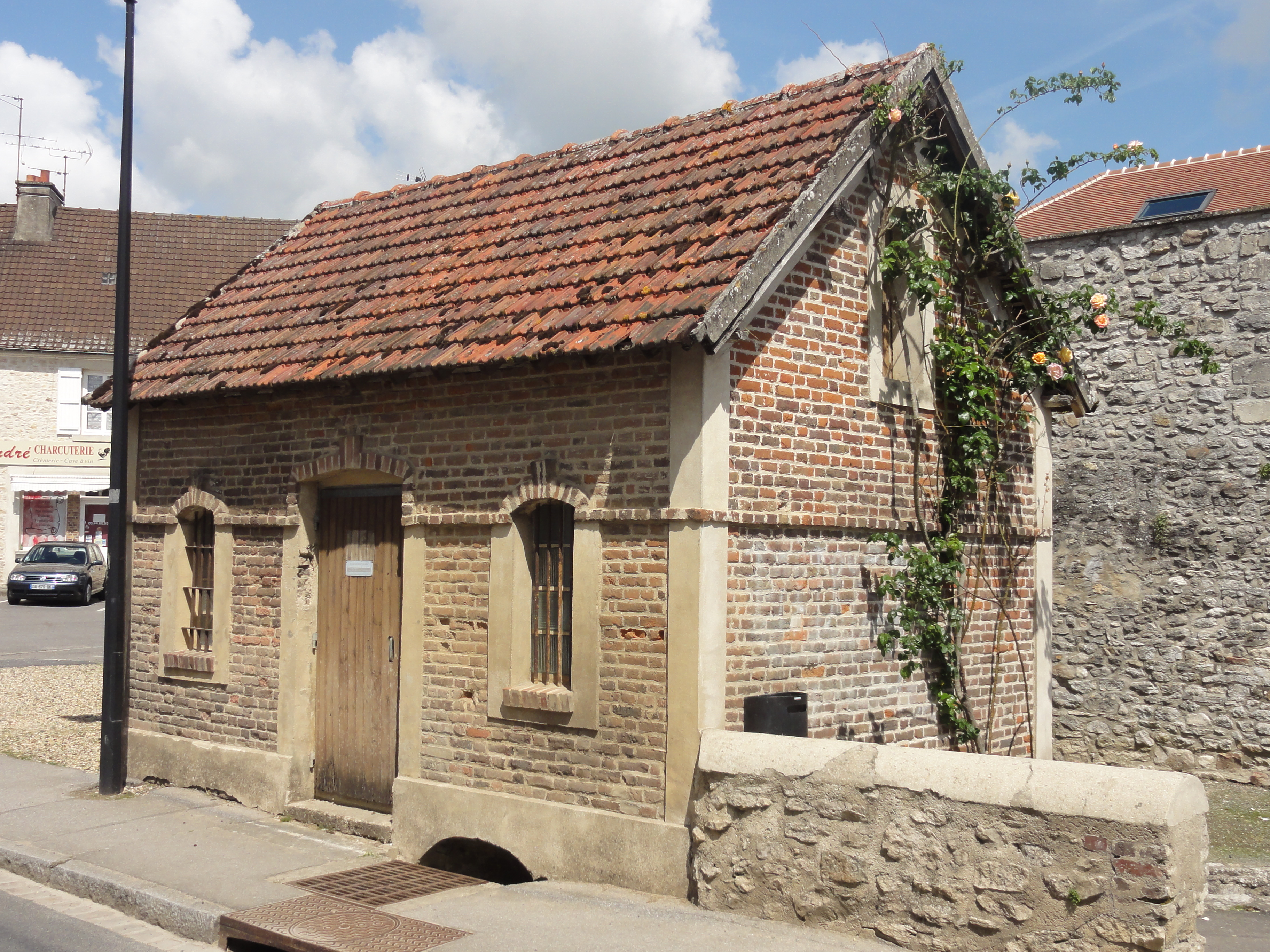
Corps de garde.
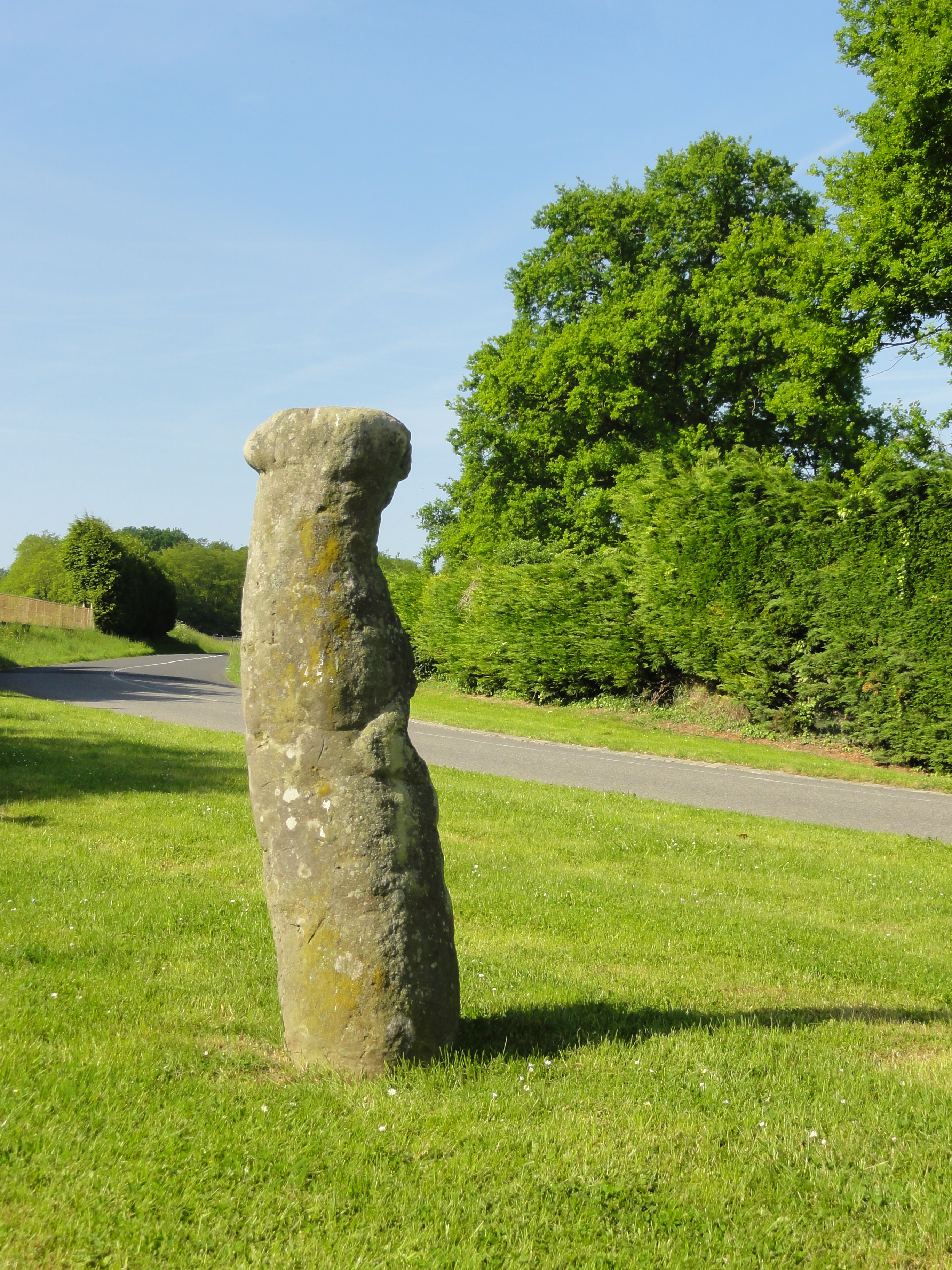
Ancienne borne, rue Saint-Antoine.
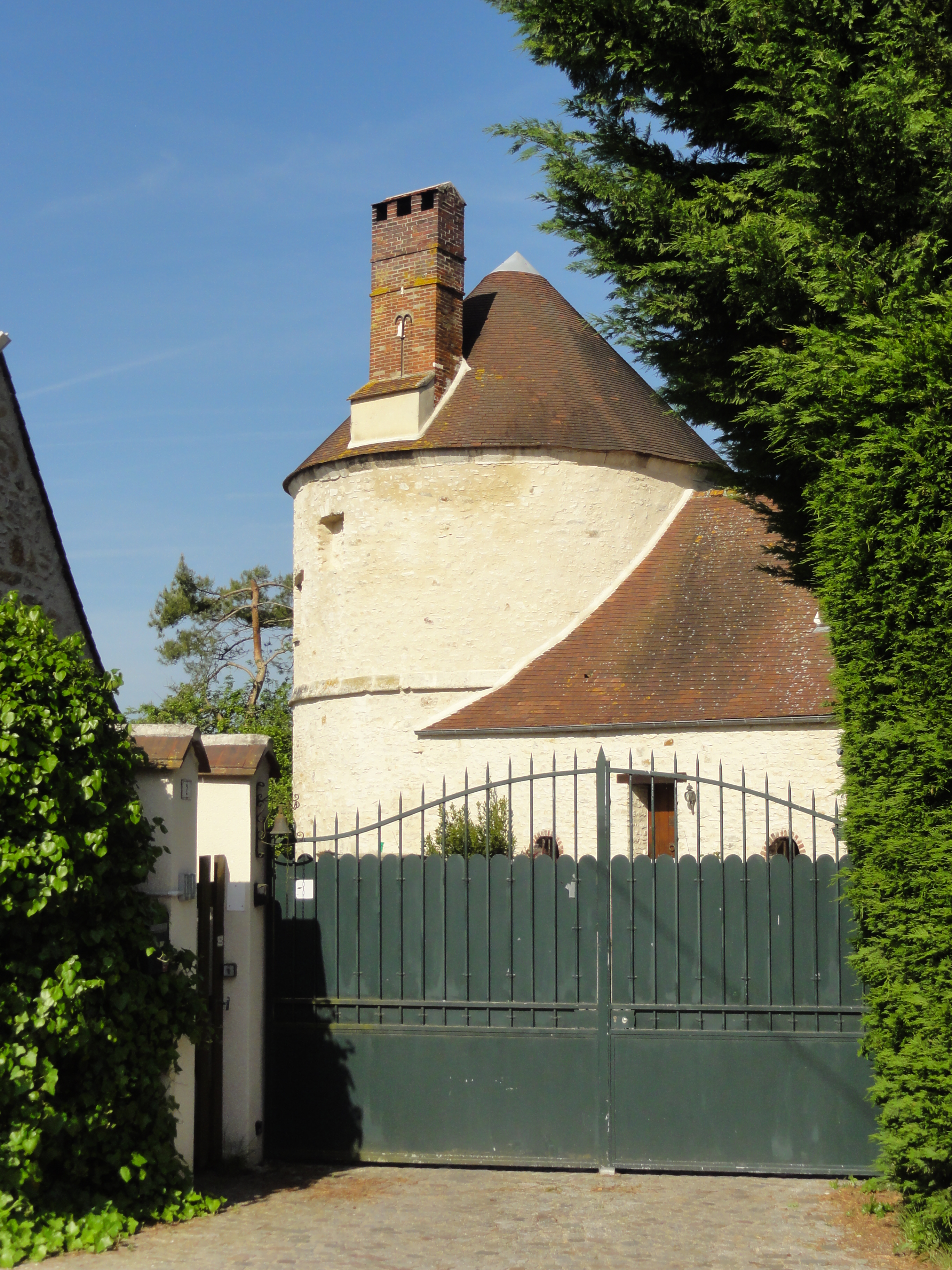
Colombier, rue Saint-Antoine.
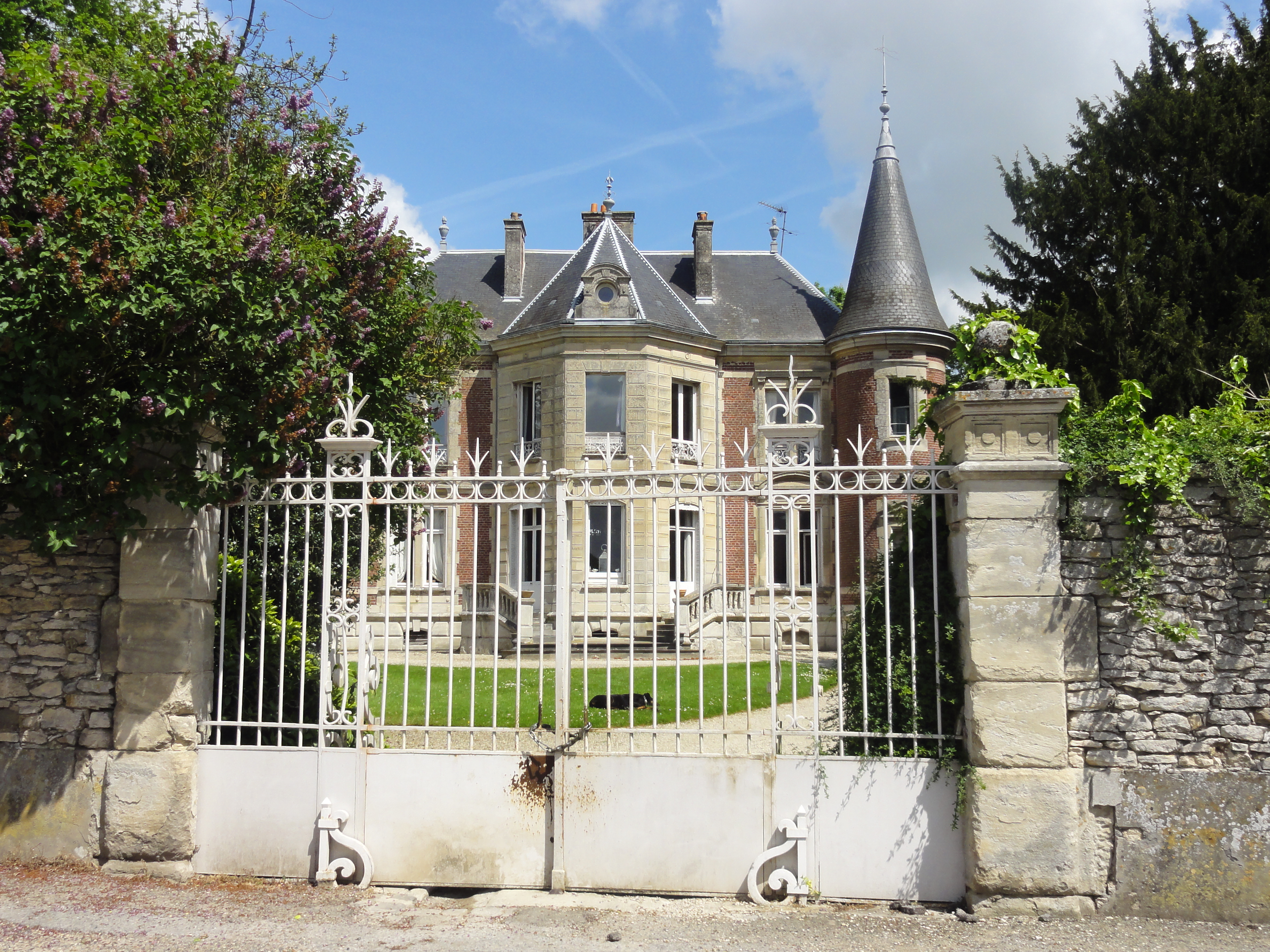
Maison de maître, rue de la Porte de l'Echelette
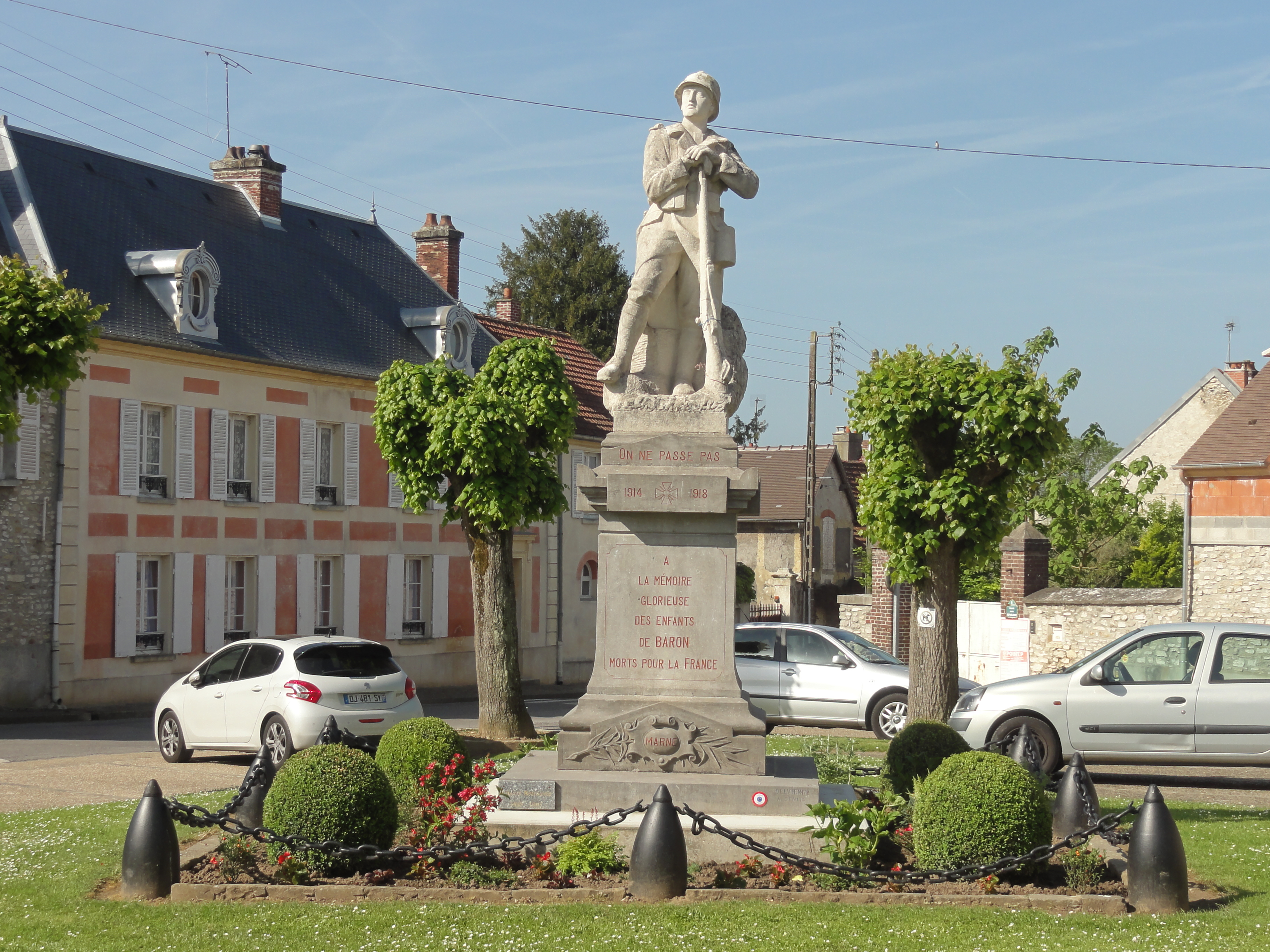
Monument aux morfts.
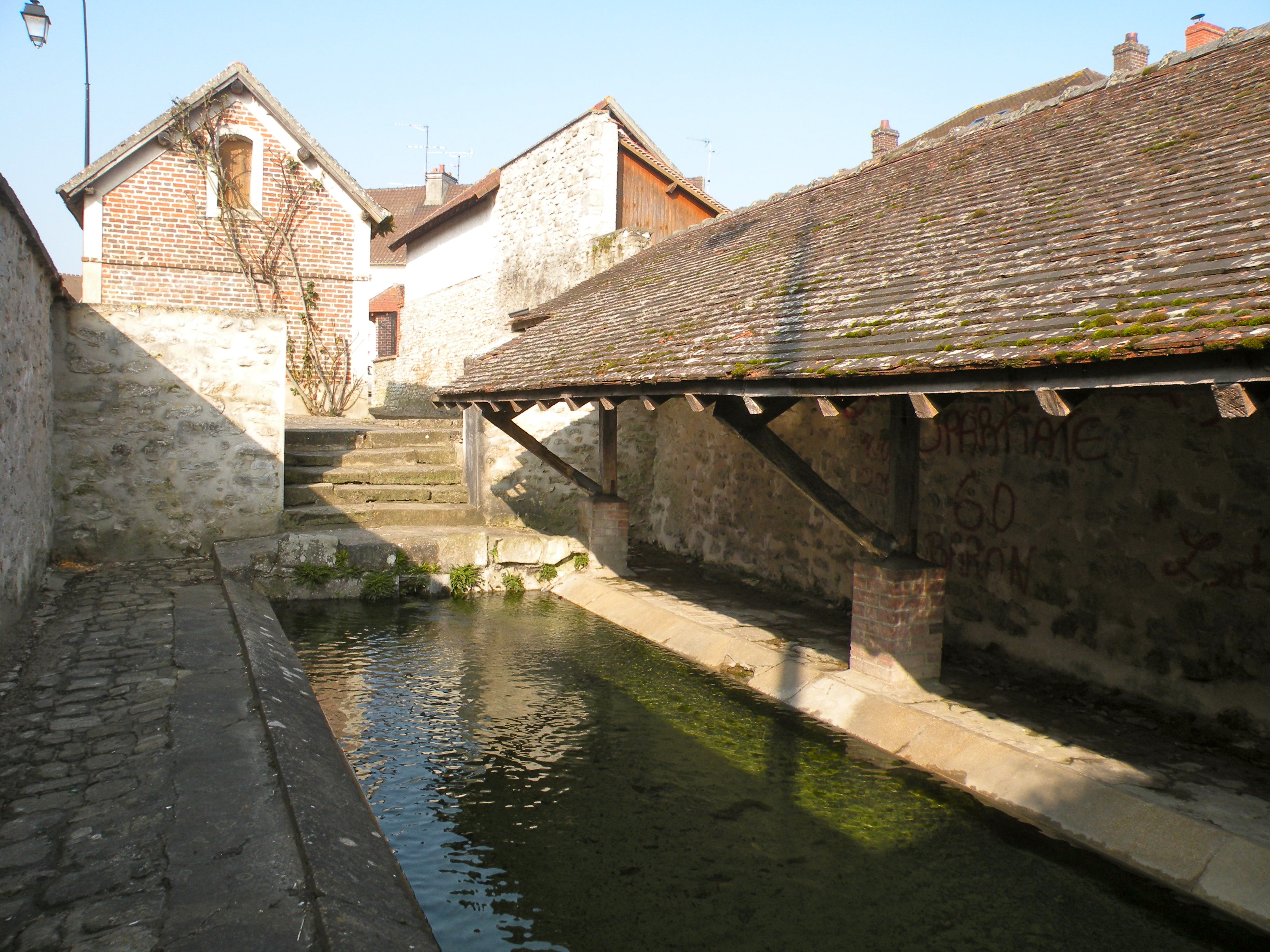
Le lavoir.

### Personnalités liées à la commune
- Jeanne d'Arc, qui est passée par l'église de Baron en 1429[34].
- Louis-Bernard Gibert (24 février 1749, Baron - 29 décembre 1805), ecclésiastique et homme politique, député aux États généraux de 1789.
- Charles Gustave Hardouin de Montguyon (1775-1847), homme politique né à Montfermeil, maire de Baron, député de l'Oise en 1830.

- Albéric Magnard (1865-1914), compositeur français, est mort héroïquement le 3 septembre 1914 face à l'envahisseur allemand dans son manoir des Fontaines à Baron, où il résidait depuis août 1904.

### Héraldique
| Blason de Baron | Blason  | D'or au chevron de gueules, accompagné en chef de deux coquilles et en pointe d'un sanglier, le tout de sable. |
| Blason de Baron | Détails | Le statut officiel du blason reste à déterminer.                                                               |